# Lene Havenstein
Lene Havenstein (* 1914 in Anrath; † 2009 in Traben-Trarbach) war eine deutsche Malerin.
Sie war eines von sechs Kindern des Anrather Pädagogen und Malers Kornelius Feyen. Sie lebte und arbeitete mit ihrem Mann, dem Maler Ernst Havenstein (1911–1997), mit dem sie eine Tochter hatte, in Traben-Trarbach/Mosel.